# James Napier

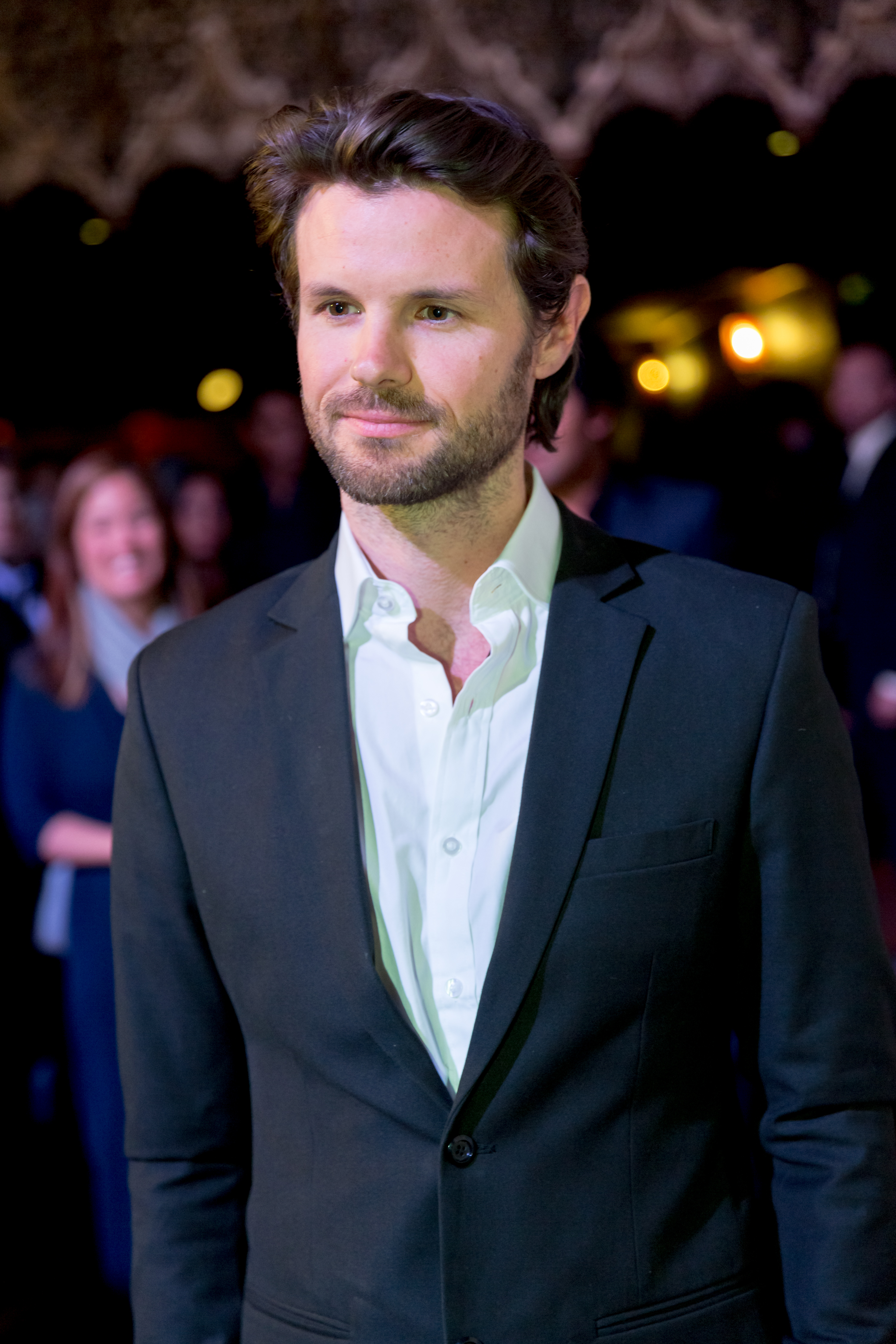
James Napier Robertson

James William Robertson Napier (* 24. März 1982 in Wellington) ist ein neuseeländischer Schauspieler, Regisseur und Drehbuchautor.

## Leben
Sein Leinwanddebüt hatte er als kleines Kind in einer Statistenrolle im dritten Teil der Mad-Max-Filmreihe. Bekannt wurde Napier jedoch erst mit 20 Jahren, als er in der Jugendserie The Tribe den Jay spielte. 2004 spielte er auch den roten Ranger Conner McKnight in Power Rangers Dino Thunder und hatte als dieser auch einen Gastauftritt in der Nachfolgerstaffel Power Rangers SPD.
In seinen frühen Zwanzigern zog es ihn immer mehr hinter die Kamera. Er zog nach Los Angeles und schuf dort erste Kurzfilme. Als sein Freund Tom Hern ihn besuchen kam und meinte, er würde gerne einen Film drehen, entstand 2009 I’m Not Harry Jenson. Danach ging er zurück nach Neuseeland, wo er einige Jahre an dem Film Das Talent des Genesis Potini arbeitete, der 2014 veröffentlicht wurde und 2016 in Deutschland herauskam. 2018 schrieb er zwei Episoden für die TV-Serie Romper Stomper, wo er ebenfalls Regie führte. 2020 war er für einige Episoden von The Luminaries Regisseur.

## Familie
James Napier ist der Urenkel des britischen Schauspielers Alan Napier (Darsteller des Butlers Alfred in der Batman-Serie aus den 60er Jahren). Sein Onkel Marshall Napier und dessen Tochter Jessica waren bzw. sind ebenfalls bekannte neuseeländische Schauspieler. 2016 wurde er Vater eines Sohnes und 2018 bekam er eine Tochter. Seine Frau ist die Musikkomponistin Dana Lund. Gemeinsam leben sie in Auckland.

## Filmografie (Auswahl)
- 2001: Shortland Street als Glen McNulty
- 2001/2002: Being Eve als Jared Preston
- 2001/2002: The Tribe (Staffel 4 & 5) als Jay
- 2003: Mercy Peak als Luke Bertram
- 2003: Power Rangers Ninja Storm als Eric McKnight
- 2004: Power Rangers: Dino Thunder als Conner McKnight/Red Dino Thunder Ranger
- 2005: Power Rangers: S.P.D. als Conner McKnight/Red Dino Thunder Ranger